# Alan Cranston
Alan Cranston (Palo Alto, 1914. június 19. – Los Altos, 2000. december 31.) az Amerikai Egyesült Államok szenátora (Kalifornia, 1969–1993).